# Puccinellia sublaevis
Puccinellia sublaevis là một loài thực vật có hoa trong họ Hòa thảo. Loài này được (Holmb.) Tzvelev miêu tả khoa học đầu tiên năm 1971.